# Paraselenaspidus madagascariensis
Paraselenaspidus madagascariensis är en insektsart som först beskrevs av Mamet 1954.  Paraselenaspidus madagascariensis ingår i släktet Paraselenaspidus och familjen pansarsköldlöss. Inga underarter finns listade i Catalogue of Life.